# Gazela-de-fronte-vermelha
A gazela-de-fronte-vermelha (Eudorcas rufifrons) é uma gazela que ocorre em savanas e pastagens da região do Sahel, no norte da África. Tem um peso entre 25 a 30 kg e comprimento de 90 a 110 cm mais a cauda de 20 a 30 cm. Não são bem adaptadas a aridez, frequentando o sul do Saara apenas na época das chuvas e migrando para o sul na seca. A população mundial é estimada em 25.000 animais, embora bastante fragmentada e ameaçada pela degradação do habitat, competição com gado e caça ilegal.